# Lindenfeld, o poveste de dragoste
Lindenfeld, o poveste de dragoste este un film românesc din 2013 regizat de Radu Gabrea. Rolurile principale au fost interpretate de actorii Victor Rebengiuc, Victoria Cociaș, Mircea Diaconu.

## Prezentare
Ulrich (Ully) Winkler, președintele unei mari companii din Frankfurt, vede, în 2005, un reportaj de televiziune despre un sat săsesc părăsit din Banat, Lindenfeld, în care se născuse și trăise până în 1945. Acum, la șase decenii după ce fugise în Germania și făcuse avere, străduindu-se să-și șteargă din memorie legăturile cu România, Ully este puternic marcat de imaginile văzute. Decide, împreună cu Boris, vechiul său servitor și prieten credincios, să plece, în secret, la Lindenfeld. Acolo o regăsește pe Helga, iubita lui din tinerețe. 
Inspirat din romanul "Lindenfeld" de Ioan T. Morar.

## Distribuție
Distribuția filmului este alcătuită din:
- Horațiu Covlescu — Ulli la 17 ani
- Marcel Horobeț — Alfred
- Alexandru Bindea — Franz
- Axel Moustache — Harald Kerber
- Cristian Jicman — Kurt
- Luminița Erga — Ingrid
- Nicodim Ungureanu — Lothar
- Nicoleta Hancu — Eva
- Alexandru Mihăescu — Dieter
- Oana Carmen Popescu — Femeie germană
- Ioana Bugarin — Helga la 16 ani
- Mihai Bisericanu — Klaus Winkler
- Alexandru Georgescu — Boris
- Petre Pletosu — Țăran român
- Victor Rebengiuc — Ulli Winkler
- Mircea Diaconu — Oskar
- Olivia Niță — Siegrid
- András Demeter — Kopke
- Veaceslav Grosu — Ofițer rus
- Andreea Doinea — Farmacista
- Mihai Stănescu — Erich
- Victoria Cociaș — Helga
- Adrian Ungureanu — Gerti
- Isa Berger — Irma la 16 ani
- Constantin Bărbulescu — Secretar român
- Iulia Mihalcea — Linde
- Monica Ghiuță — Irma
- Ion Caramitru — Dr. Simon Hermann
- Vitalie Bantaș — Plutonier